# 圣十字圣殿主教座堂 (科契)
圣十字圣殿主教座堂为印度第二个教区——天主教科契教区的主教座堂，位于印度喀拉拉邦科契，哥特式风格，是全印度最古老的教堂之一，也是该国的8座宗座圣殿之一。该堂为喀拉拉邦的历史遗产建筑之一，是印度最好的和令人印象深刻的教堂之一，终年游客不断。 
该堂靠近圣方济堂。
该堂最初由葡萄牙人兴建，1558年升格为主教座堂，荷兰征服者摧毁了许多天主教建筑物，该堂得以幸免。后来英国人将其拆除，1887年主教 D. .若昂·戈麦斯·费雷拉 （页面存档备份，存于）改建新堂，1905年祝圣。1984年，若望保禄二世将其封为宗座圣殿。这个宏伟的教堂是来到科契的游客的必看景点。